# 가타카이정 (니가타현)
가타카이정(片貝町)은 니가타현 산토군에 있던 정이다. 현재의 오지야시 가타카이 지역에 해당한다.

## 역사
- 1889년 4월 1일 - 정촌제 시행에 수반해 산토군 가타카이촌이 성립하였다.
- 1947년 11월 3일 - 정으로 승격해 가타카이정이 되었다.
- 1956년 3월 31일 - 오지야시에 편입되어 소멸하였다.

## 참고문헌
- 『市町村名変遷辞典』東京堂出版、1990年。